# Sydney Park (atriz)
Sydney Cole Park (Filadélfia, 31 de Outubro de 1997) é uma atriz, cantora e comediante estadunidense.

## Primeiros anos
Park nasceu em Filadélfia, Pensilvânia filha de um pai coreano e uma mãe africana.

## Carreira
Park começou sua carreira em 2003, quando ela era a "comediante mais jovem a se apresentar no famoso "Hollywood Improv". Em 2006, ela fez o teste para a primeira temporada do reality America's Got Talent sob o nome artístico de Syd the Kid, onde ela tinha avançado para as semifinais. Park teve que abandonar devido a sua carreira de atriz. Ela fez sua estréia na televisão no seriado adolescente As Visões da Raven, em 2006.
Em 2010, Park foi escalada para interpretar Ellie Danville, a filha adotiva de Jo Danville. Em 2010, Park também estrelou como "Tootsie Roll" nancomédia independente Spork..
Desde 2013, Park estrela como Gabby na série do Nick@Nite Instant Mom.

## Filmografia
| Ano       | Título                                  | Papel              | Notas                                  |
| --------- | --------------------------------------- | ------------------ | -------------------------------------- |
| 2006      | That's So Raven                         | Sydney             | 3 episódios                            |
| 2007      | Entourage: Fama e Amizade               | Menina Escoteira   | 1 episódio                             |
| 2008      | The Sarah Silverman Program             | Stella             | 1 episódio                             |
| 2008      | Hannah Montana                          | Kelsey DiAria      | 1 episódio                             |
| 2009      | Gary Unmarried                          | Mikhela            | 1 episódio                             |
| 2010      | Sons of Tucson                          | Vanessa            | 1 episódio                             |
| 2010-2013 | CSI: New York                           | Ellie Danville     | 4 episódios                            |
| 2013-2014 | AwesomenessTV                           | Vários personagens | 14 episódios                           |
| 2013-2015 | Instant Mom                             | Gabby Phillips     | Elenco regular                         |
| 2014      | The Thundermans                         | Cassandra          | 1 episódio                             |
| 2015      | Bella e os Bulldogs                     | Mia                | 1 episódio                             |
| 2015      | Nicky, Ricky, Dicky & Dawn              | Randee             | 1 episódio                             |
| 2016-2019 | The Walking Dead                        | Cyndie             | Elenco recorrente                      |
| 2017      | Lifeline                                | Nora Hazelton      | Série original do YouTube; 8 episódios |
| 2017-2019 | Spirit Riding Free                      | Pru Granger        | Série original Netflix                 |
| 2017-2019 | Spirit Riding Free: Pony Tales          | Pru Granger        | Série original Netflix                 |
| 2018      | Love Daily                              | Sam                | 1 episódio                             |
| 2018      | Esquadrão de Cavaleiros                 | Eliza              | 1 episódio                             |
| 2019      | Santa Clarita Diet                      | Winter             | Série original Netflix; 5 episódios    |
| 2019      | Pretty Little Liars: The Perfectionists | Caitlin Lewis      | Elenco regular                         |
| 2020      | Wireless                                | Shannon            | 1 episódio                             |
| 2020      | Spirit Riding Free: Riding Academy      | Pru Granger (voz)  | Série original Netflix                 |

| Ano  | Título                                    | Papel              | Notas                            |
| ---- | ----------------------------------------- | ------------------ | -------------------------------- |
| 2006 | Um Casal Quase Perfeito 2                 | Menina skatista    |                                  |
| 2007 | The Hill                                  | Menina escoteira   |                                  |
| 2008 | Strange Fruit                             | Mei Park (jovem)   | Curta-metragem                   |
| 2008 | My Genie                                  | Britney            | Curta-metragem                   |
| 2010 | Spork                                     | Tootsie Roll       | Filme                            |
| 2012 | Je t'aime                                 | Estudante #1       | Curta-metragem                   |
| 2012 | Untitled Martin Lawrence Project          | Kim Barker         | Curta-metragem                   |
| 2014 | SBP News Commercial Controversy           | Filha              | Curta-metragem                   |
| 2014 | Jingle Hit Factory                        | Staci              | Curta-metragem                   |
| 2014 | Back-Up Beep Beep System                  | Kelly              | Curta-metragem                   |
| 2015 | One Crazy Cruise                          | Piper Jensen-Bauer | Filme para TV                    |
| 2015 | Fearleaders                               | Victoria Vam Piré  |                                  |
| 2015 | Nickelodeon's Ho Ho Holiday               | Rachel Snow        | Especial de natal da Nickelodeon |
| 2015 | Jingle Hit Factory: Detention             | Staci              | Curta-metragem                   |
| 2016 | The Standoff                              | Emerson            |                                  |
| 2017 | 7 Desejos                                 | Meredith McNeil    |                                  |
| 2020 | Cálculo Mortal                            | Felicity           |                                  |
| 2020 | Spirit Riding Free: Ride Along Adventures | Pru Granger        | Especial interativo Netflix      |
| 2021 | Moxie: Quando as Garotas Vão à Luta       | Kiera Pascal       | Filme original Netflix           |
| 2021 | There's Someone Inside Your House         | Makani Young       | Filme original Netflix           |
| 2021 | First Love                                | Ann                |                                  |

## Discografia
| Ano  | Título                        | Álbum                                      |
| ---- | ----------------------------- | ------------------------------------------ |
| 2010 | "S.P.O.R.K. (com Lady Triga)" | Spork (Original Motion Picture Soundtrack) |